# Công viên Văn hóa ở Powsin

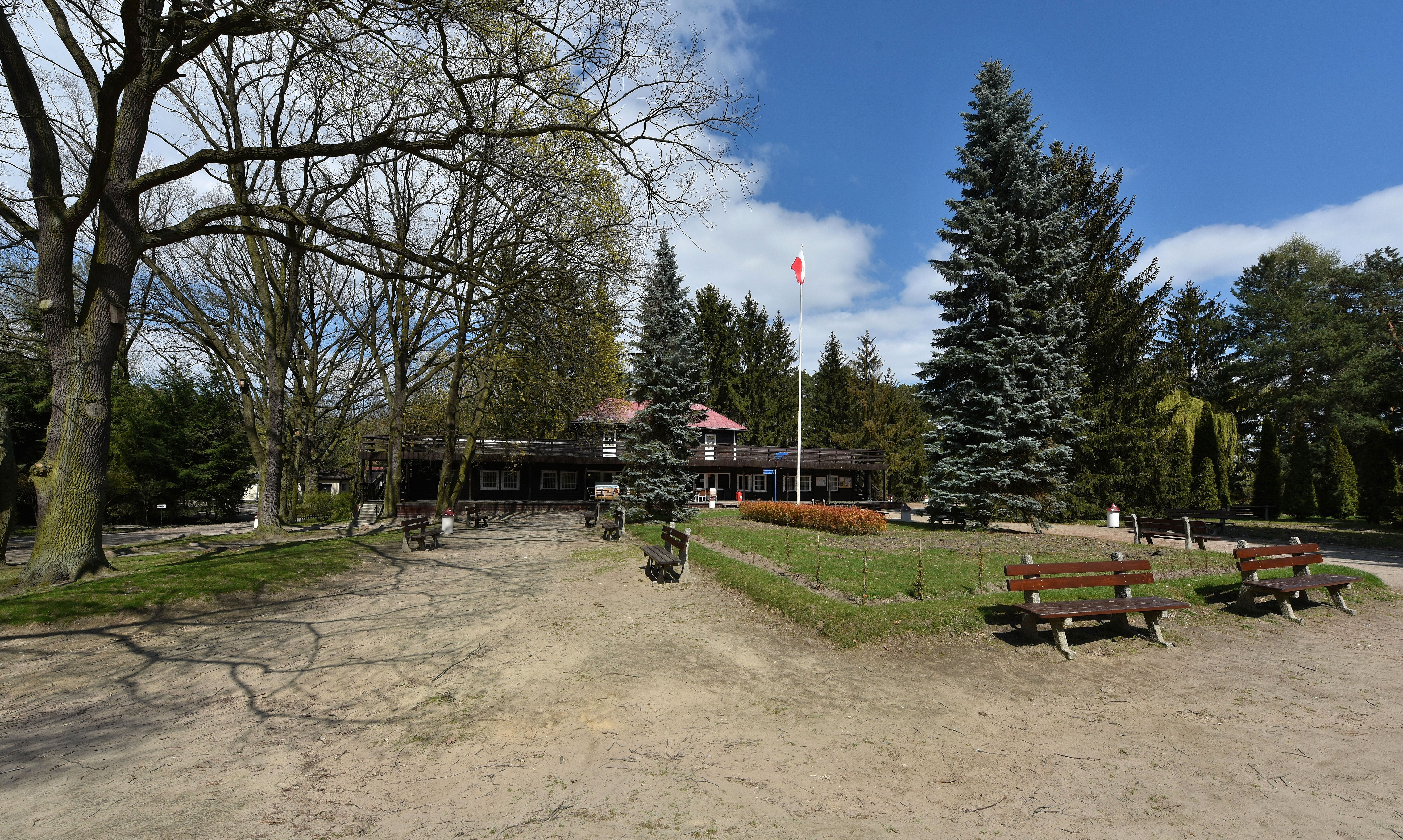
Công viên Văn hóa ở Powsin (2017)

Công viên Văn hóa ở Powsin (tiếng Ba Lan: Park Kultury w Powsinie) là một công viên thể thao và giải trí thú vị nằm ở quận Ursynów, Warsaw, Ba Lan, gần với khu rừng gỗ Kabaty, với diện tích tích khoảng 35 ha. Công viên bắt đầu hoạt động như một khu nghỉ dưỡng từ đầu những năm 1940.

## Đặc điểm nổi bật
Đúng với tên gọi, đây là nơi tổ chức các hoạt động văn hóa và vui chơi giải trí cho mọi đối tượng, chẳng hạn như: sân khấu hòa nhạc, các sân chơi thể thao (hồ bơi ngoài trời, sân bóng rổ, bóng chuyền, bowling, golf hay cờ vua), dịch vụ cho thuê thiết bị thể thao, nhà hàng, phòng xông hơi và các cabin với đầy đủ thiết bị vệ sinh nằm ở khu vực riêng biệt của công viên.
Công viên cũng sở hữu vô số cây xanh, các cây cổ thụ (đặc biệt là các giống cây sồi và thông) được bảo tồn, và là nơi sinh sống chính của nhiều loài động vật (chủ yếu là chim như chim gõ kiến, cú vằn hay chim sẻ).
Đây đích thật là thiên đường cho cư dân cũng như du khách nghỉ ngơi, vui chơi, hẹn hò và chụp nhiều tấm ảnh với người thân để kỷ niệm.

## Địa danh
Công viên nổi tiếng với sự hiện diện của cây sồi được đặt tên "HETMAN" siêu to khổng lồ, hơn 260 năm tuổi (được xếp hạng là một di tích tự nhiên).

## Hình ảnh

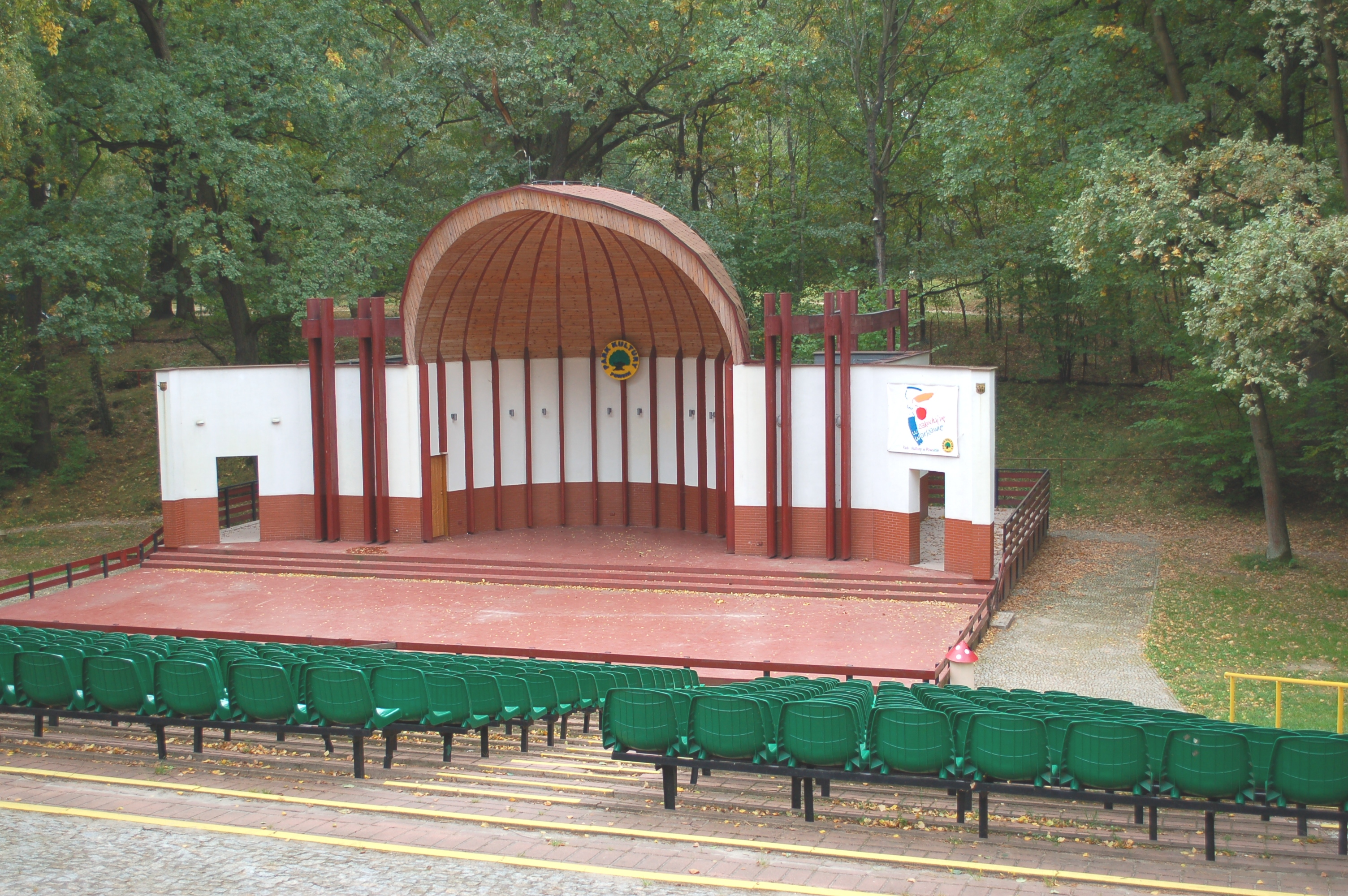
Sân khấu ngoài trời (2012)
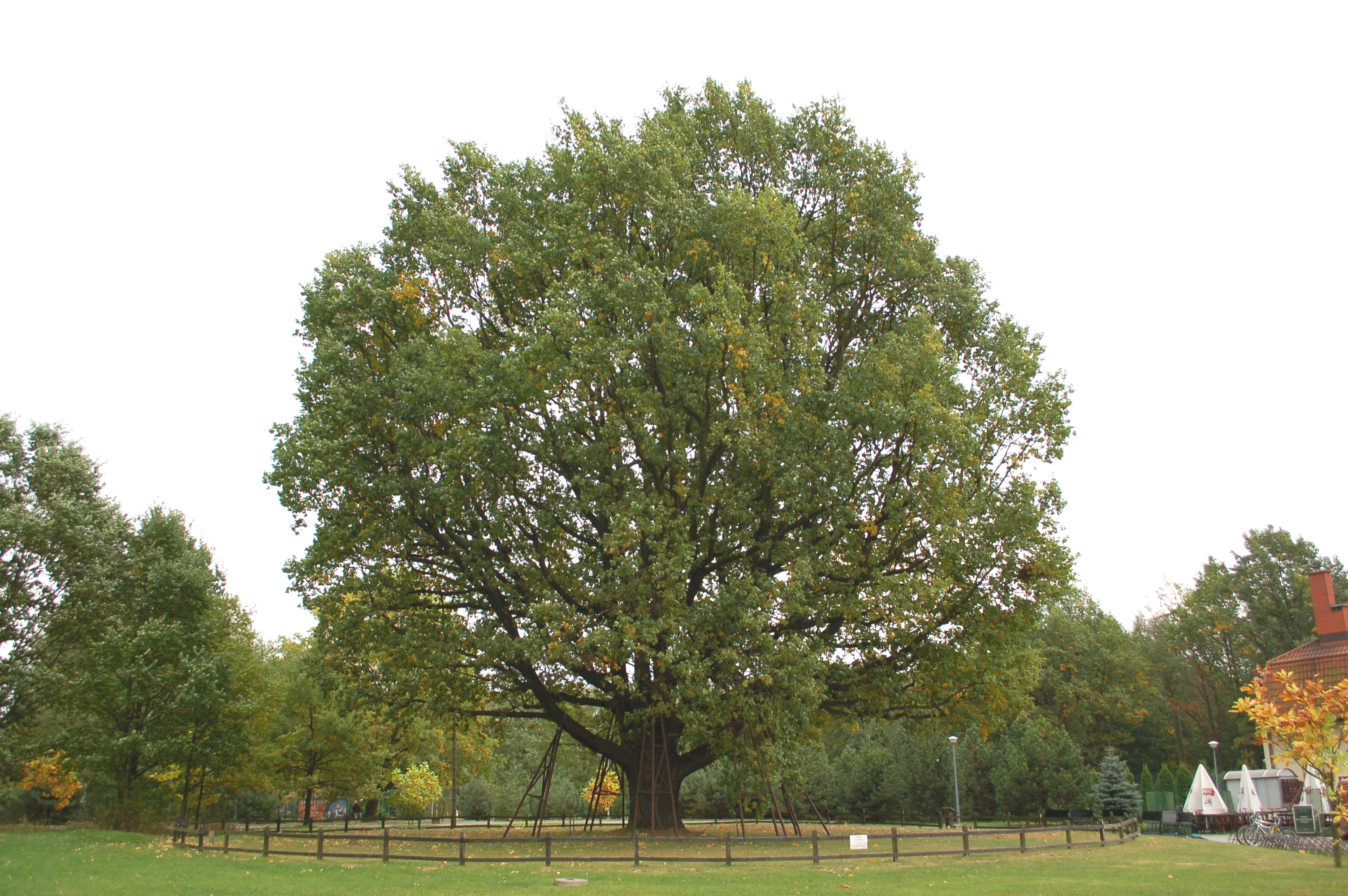
Cây sồi hơn 260 tuổi (2012)
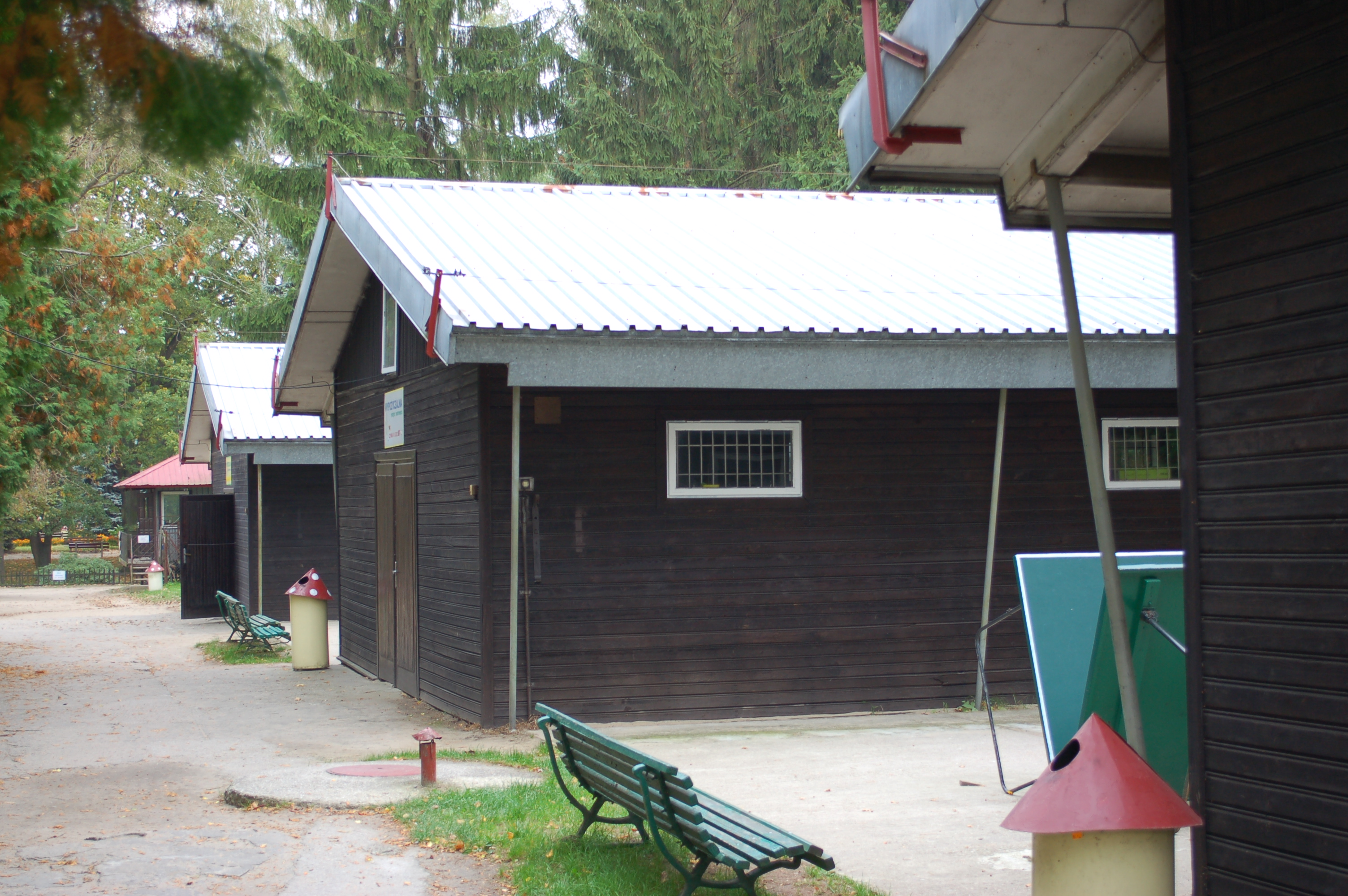
Cơ sở vật chất tại công viên (2012)